# ドレパナ沖の海戦
ドレパナ沖の海戦またはドレパナム沖の海戦は、第一次ポエニ戦争中の紀元前249年に、シチリア島西部のドレパナ（現在のトラーパニ）沖で発生した、カルタゴと共和政ローマの間の海戦。

## 序幕
ミラエ沖の海戦やエクノモス岬沖の海戦での一連の勝利により、ローマ海軍はハミルカル（en）が守るカルタゴの牙城であるリルバイウム（現在のマルサーラ）の直接攻撃の自信を持つにいたった。執政官プブリウス・クラウディウス・プルケルとルキウス・ユニウス・プッルスが率いるローマ艦隊はリルバイウムを海上封鎖した。しかしながら、ローマ海軍が経験を積みつつあったとは言え、海上での機動能力に関してはカルタゴ海軍が優っていた。ハンニバルという名の指揮官が率いる小戦隊は日中にもかかわらず封鎖を突破し、リルバイウムの守備兵に補給物質を届けることに成功した。夜になって、もはや不要となった馬を搭載し、ローマ軍の前をドレパナに向かって出航した。
この企てが成功したことは驚きであり、カルタゴ群は同様な作戦を何回か繰り返した。ローマ軍にとっては、屈辱以上のものであった：守備兵には食料が行き渡り、またカルタゴ本国とも連絡がついたため、封鎖の努力は全く無駄になった。ローマは別の手を打つ必要があった。
そのすぐ後に、ローディアンのハンニバル（en）として知られる勇敢な水兵が、ローマ艦隊の周りを駆け回って偵察し、またリルバイウム城内の様子をカルタゴ元老院とカルタゴ艦隊司令官のアドヘルバル（en）に伝達した。

## 戦闘
主席執政官のプルケルは、大胆な敵艦が投錨しているドレパナ港に奇襲攻撃を行うことを決断した。艦隊は月の無い暗夜にリルバイウムを出帆した。カルタゴの偵察部隊はこれを見逃したが、ローマ側にも視界が不良であったため戦闘隊形を組むことができないという不利があった。夜明けにドレパナに到着した際には、ローマ艦は広範囲に散らばり、プルケルの旗艦が後部に位置する不十分な戦列しか形成できなかった。カルタゴの偵察部隊が不恰好に接近するローマ艦隊を確認したため、奇襲の優位性は失われてしまった。
旗艦上では、ある資料ではプルケル自身とされているが、戦闘の前に最高司令官として吉兆を占った。ローマの宗教では、聖なる鶏がえさを食べる様子を観察することとなっていた。鶏が与えた穀物を食べた場合は、神はローマに味方する。しかし、紀元前249年のその朝、鶏は穀物を食べなかった - 不吉な予言であった。この予期しない出来事に不安を感じていた乗員を元気付けるため、プルケルはすぐに別の解釈を持ち出した。プルケルは聖なる鶏を海に投げ入れ「食べたくなければ飲ませようではないか」と言った（ラテン語でBibant, quoniam esse nolunt）。
実際にこのような出来事があったかどうかは不明である。同時代（とはいえ第三次ポエニ戦争時代の人物であるが）の歴史家ポリュビオスは、そのような記載はしていない。ポリュビオスはカルタゴ海軍の艦隊運動が優れていたことが勝因としており、占い自体は行われたと思われるが、鶏のエピソードに関しては疑わしい.。
港内のカルタゴ軍は、ローマ艦隊の動きをだまって見ていたわけではない。艦隊指令のアドヘルバルは、ドレパナ港が封鎖されてしまう前に、港外に脱出するように直ちに命令した。カルタゴ艦はドレパナを出航し、街の南側を通過して沿岸の2つの小島を回って外海に出た。奇襲が失敗したことを悟ったプルケルは、戦闘隊形をとるように命令を出した。しかし全てが不運であった。シチリアの海岸線はローマ艦隊の背後にあり、カルタゴ艦隊は正面から攻撃をかける準備ができていた。
アドヘルバルは勝利の機会を見逃さず、右翼戦隊にローマ艦隊の最後尾を攻撃するよう命令した。結果はローマ艦隊の大敗北であり、プルケルが率いてきた殆どのローマ艦が撃沈された。

## その後
プルケルはなんとか脱出し、恥を忍んでローマに戻ったが、反逆罪の罪をきせられた。カルタゴとは異なり、ローマはプルケルを処刑することはなかった。法廷に呼び出されたのは、鶏の一件で神聖を汚した行為のためであった。プルケルは有罪となり、国外追放が宣告された。政治生命もこれで終わった。
同年、ハミルカル・バルカ（第二次ポエニ戦争で活躍するハンニバルの父）がシチリアでの軍事行動に成功し、またもう一人の執政官であるルキウス・ユニウス・プッルスが率いていたローマ艦隊は嵐で沈没した。この悲劇的状況のため、アウルス・アティリウス・カラティヌスが独裁官（ディクタトル）に任命され、シチリアでの陸戦指揮のために派遣された。ドレパナでの敗北に自信を喪失したため、ローマが新たな艦隊の再建するまでには7年が必要であった

## 参考資料
- The Fall of Carthage, by Adrian Goldsworthy, Cassel
- The Rise of the Roman Empire, by Polybius